# Parikesit
Parikesit is een bestuurslaag in het regentschap Wonosobo van de provincie Midden-Java, Indonesië. Parikesit telt 1987 inwoners (volkstelling 2010).